# Рогата гърмяща змия
Рогатите гърмящи змии (Crotalus cerastes) са вид влечуги от семейство Отровници (Viperidae).
Срещат се в югозападните части на Съединените американски щати и северозападните части на Мексико.
Таксонът е описан за пръв път от американския зоолог Едуард Хелоуел през 1854 година.

## Подвидове
- Crotalus cerastes cerastes
- Crotalus cerastes cercobombus
- Crotalus cerastes laterorepens